# Cornetto
El cornetto, o corneta és un instrument de vent del Renaixement i Barroc popular entre 1500 i 1650, semblant a una flauta quant al tub i forats però amb una embocadura com la d'una trompeta. De fet en català s'hauria d'anomenar corneta però aleshores es confon amb l'instrument de metall modern similar a la trompeta i per això habitualment es fa servir el nom d'origen italià "cornetto". Es feia servir en grup de metalls (dos cornettos i dos o tres sacabutxos -antic trombó-), en conjunt instrumental o com a instrument solista.

## Construcció
Consisteix en dues peces de fusta unides per una tira de pell que les embolica per formar un tub d'uns 60 cm lleugerament corbat. En les reconstruccions modernes a vegades es fa servir resina per abaratir costos. El so es produeix fent vibrar els llavis en una embocadura similar a la d'una trompeta però més petita. La posició de les mans en els forats és similar a la d'una flauta dolça.
Així doncs, si només atenguéssim al material amb què està construït, el cornetto pertanyeria a la família de la fusta, dins dels instruments de vent. Però si atenem a com es produeix el so, li correspondria estar amb els instruments de metall. És així tal com es fa habitualment per tal com la característica del seu so és més semblant a la dels instruments de metall -i per això també feia conjunt amb els trombons. La sonoritat d'un cornetto és molt especial, per tal com presenta trets semblants als d'una trompeta, com és la brillantor, però alhora té una lleugeresa i delicadesa excepcionals. Mersenne (1588-1648) matemàtic i teòric de la música, el comparà a un raig de sol perforant les ombres.

## Música per a cornetto
El cornetto es tocava en grup (consort) formant quintets (2 cornettos i tres saquebutxs). El trobem en moltes peces dels germans Gabrieli de l'Escola veneciana. Es pot sentir també per exemple en els primers compassos de l'obertura de l'Orfeo de Monteverdi. Al llarg del segle xvii trobem molta literatura per solista i acompanyament amb la indicació "per a cornetto o violí". Són notables les obres de Bassano o Fontana. A la segona meitat del segle xvii el seu ús va decaure i el violí va esdevenir clarament el solista favorit. Una de les possibles raons és que la petita embocadura obliga a una tensió de llavis, galtes i buf que impedeix tocar molta estona seguida.
L'instrument es va recuperar en el segle XX gràcies al moviment historicista que es preocupà d'interpretar les obres antigues amb els instruments per als quals havien estat escrites.